# قرار مجلس الأمن التابع للأمم المتحدة رقم 1372
قرار مجلس الأمن التابع للأمم المتحدة رقم 1372، الذي اعتمد في 28 سبتمبر 2001، بعد الإشارة إلى القرارات 1044 (1996) و1054 (1996) و1070 (1996) بشأن محاولة اغتيال الرئيس المصري حسني مبارك في مؤتمر قمة منظمة الوحدة الأفريقية في العاصمة الإثيوبية أديس أبابا في 26 يونيو 1995، والتدابير اللاحقة، لاحظ المجلس امتثال السودان وأنهى الجزاءات المفروضة على البلد.
وأشار مجلس الأمن إلى الخطوات التي اتخذتها الحكومة السودانية للامتثال لقرارات مجلس الأمن السابقة، وأن وزيري خارجية مصر وإثيوبيا دعيا إلى رفع العقوبات المفروضة على السودان. ورحبت بانضمام السودان إلى الاتفاقيات الدولية المتعلقة بالقضاء على الإرهاب، مثل الاتفاقية الدولية لقمع الهجمات الإرهابية بالقنابل لعام 1997، والاتفاقية الدولية لقمع تمويل الإرهاب لعام 1999.
وبموجب الفصل السابع من ميثاق الأمم المتحدة، رفع المجلس الجزاءات المفروضة في قرارات سابقة لمجلس الأمن ضد السودان. كانت الجزاءات رمزية إلى حد كبير والتزم عدد قليل من البلدان بتنفيذها. اعتمد القرار بأغلبية 14 صوتا مقابل لا شيء، وامتناع واحد عن التصويت من جانب الولايات المتحدة. وفي حين وافق ممثل الولايات المتحدة على امتثال السودان، فإنه ذكر أن المشتبه فيهم في محاولة الاغتيال لم يتم تسليمهم إلى السلطات المختصة.

## وصلات خارجية
- نص القرار في undocs.org